# Dienville
Dienville je francouzská obec v departementu Aube v regionu Grand Est. V roce 2012 zde žilo 905 obyvatel.

## Poloha obce
Sousední obce jsou: Amance, Brienne-la-Vieille, Radonvilliers, La Rothière a Unienville.

## Vývoj počtu obyvatel
Počet obyvatel